# Honice
Honice est un village, faisant partie de la ville de Stochov, situé dans le district de Kladno en Bohême centrale. 
Le village se trouve sur le versant nord appelé Na Hrobce à une altitude d'environ 435 mètres. Les découvertes archéologiques prouvent l' existence d'un peuplement préhistorique.

## Histoire
Le nom original du village de Hojnice dérive du vieux mot tchèque hojný (riche, grand, généreux), ou plutôt du nom Hojný qui signifie le village du peuple Hojn. Dans les sources historiques, le nom du village apparaît sous les formes suivantes : Hoynicz (1283), Honycz (1330), villa Honyczich (1383 et 1396), Hojnic (1420), z Honic (1456), ze vsi Hoynicz (1457), Honitz et Hoynic (1785), Honitz (1845) et officiellement Honice (1854).
La première mention écrite du village remonte à 1283. Selon Libor Dobner, il remonte à 1088, alors que le village est la propriété du chapitre de Vyšehrad. Au Moyen Âge, le village s'appelle Hojnice. Les propriétaires du village comprenent les seigneurs de Honice, Svojkov, Kolovrat et la famille Clam Martinic. Jusqu'au milieu du XVIe siècle, il est divisé en deux parties, qui sont réunies en 1560 par Jan Bořita z Martinic et rattachées au domaine de Smečany. Il reste en possession de la famille Martinic jusqu'au milieu du XIXe siècle. Au début du XXe siècle, le village est annexé à Stochov.